# Національний заповідник «Батьківщина Тараса Шевченка»
Національний заповідник «Батьківщина Тараса Шевченка» — історико-культурного заповідник у Звенигородському районі Черкаської області, створений з метою збереження Шевченківських меморіальних місць.

## Історія
Історія заповідника розпочалася з історії садиби, на якій пройшло дитинство поета Т. Г. Шевченка. Дворище не було дідівщиною Шевченка, а належало селянинові Тетерюкові. На нім стояла хата з яблунею, клуня, повітка й інші господарські споруди. Все це 1816 року відкупив батько Тараса, Григорій Іванович Шевченко, при добрій грошовій помочі свого батька та рідного дядька. Після смерті батьків садибу успадкував старший син Микита, а по ньому — його діти.
Організатором збереження місця, де стояла хата батьків Тараса Шевченка, був фельдшер керелівської земської лікарні за прізвищем Нетесюк. Тоді склалася діяльна громада селян, що попри заборони властей, робили все можливе для гідного пошанування пам'яті Кобзаря. Було огороджено місце, де стояла хатина, розбитий квітник.
1908 року громада встановили й перший пам'ятний знак — жорновий камінь з написом: «Тут була хата Тараса Григоровича Шевченка».
Згодом на садибі встановили гіпсове погруддя Тараса Шевченка. Пізніше замість погруддя встановили невелику постать Кобзаря в кожусі. 1927 року на тому ж постаменті з'явилося погруддя поета, зроблене з цементу і піску талановитим звенигородським скульптором Калеником Терещенком.
Будівництво літературно-меморіального музею почалося 1935 року, а на початку березня 1939 р., в переддень 125-ї річниці з дня народження поета, музей відкрили для огляду.
Заповідник створено постановою Кабінету Міністрів України від 25 березня 1992 р. як Державний історико-культурний заповідник «Батьківщина Тараса Шевченка» на базі нерухомих пам'яток культурної спадщини та природи сіл Звенигородського району Черкаської області: Шевченкового (колишня Керелівка), Моринців, Будища, відтворених меморіальних садиб у Моринцях та Літературно-меморіального музею Т.Шевченка в с. Шевченковому (існує з 1939 р.), пов'язаних з дитинством, життям і творчістю Тараса Шевченка, з метою збереження Шевченківських меморіальних місць.
Указом Президента України № 74/2006 від 26 січня  2006 року заповіднику надано статус національного з подальшою назвою — Національний заповідник «Батьківщина Тараса Шевченка».

## Опис

Хата в с. Моринці, в якій народився Т. Шевченко

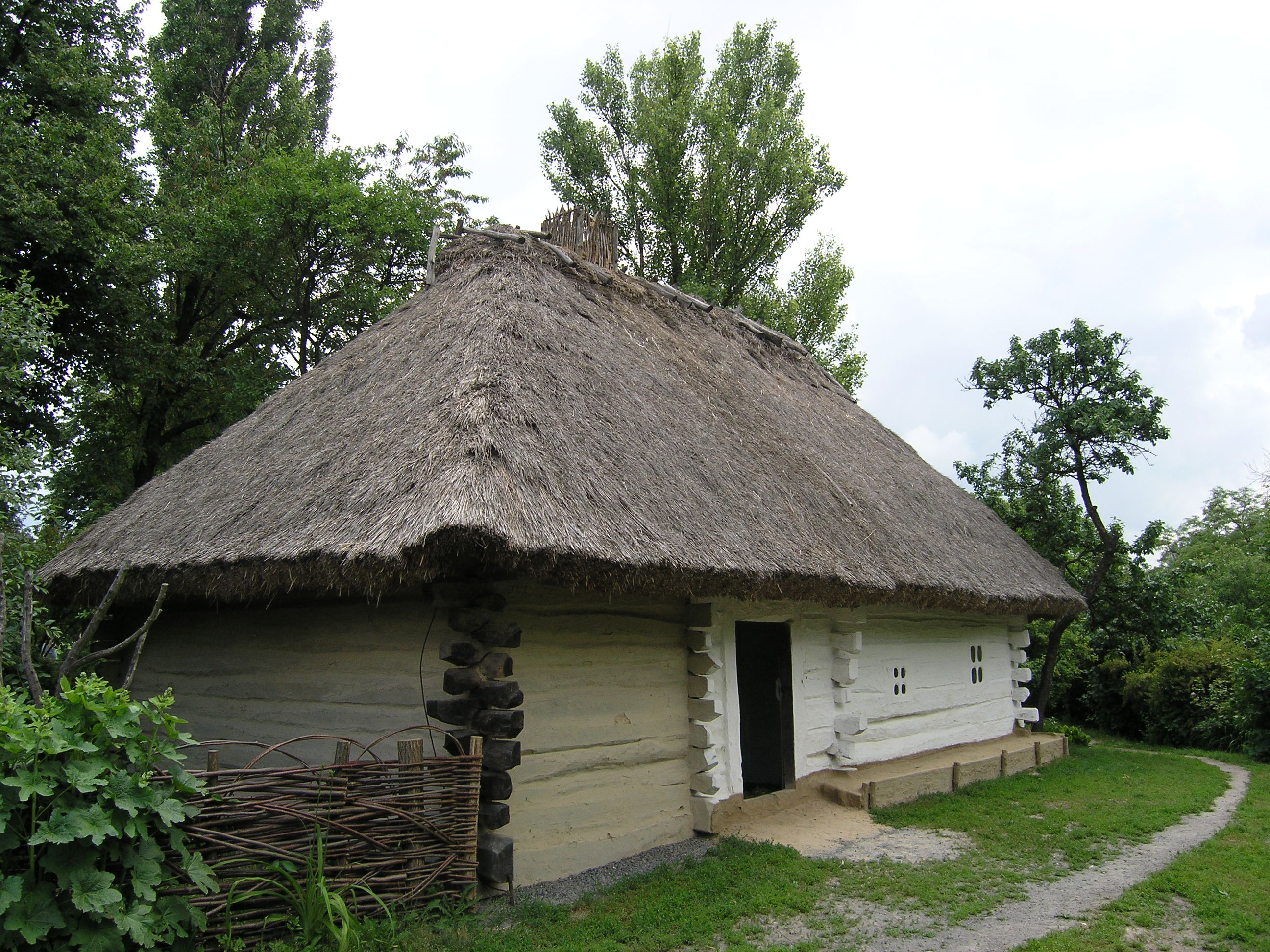
Батьківська хата Т. Шевченка в с. Шевченкове

Належить до сфери управління Міністерства культури України. Управління здійснює Державна служба з питань національної культурної спадщини.
Загальна площа — 27,3 га.
Об'єднує історико-культурні комплекси:
- Літературно-меморіальний музей Т. Г. Шевченка в с. Шевченкове,
- Музей історії смт Вільшана,
- Моринський музейний комплекс.

До складу заповідника входять 43 об'єкти культурної спадщини, що мають історичну, наукову та культурну цінність.
Загальна кількість фондових одиниць зберігання — 7800.
Музейні матеріали розповідають про життя та творчість Т. Г. Шевченка. Привертають увагу оригінальні речі — стіл, лава з Шевченкової хати, меблі з Енгельгардтового маєтку, стародруки, мистецькі вироби народних майстрів с. Керелівки, подарунки, що надійшли від родичів Т. Г. Шевченка.